# セピアプテリン
セピアプテリン（sepiapterin）は、プテリジン骨格を持つ化合物の一つ。セピアプテリンレダクターゼによって合成される。